# Elaphoglossum bakeri
Elaphoglossum bakeri är en träjonväxtart som först beskrevs av Sod., och fick sitt nu gällande namn av Hermann Christ. Elaphoglossum bakeri ingår i släktet Elaphoglossum och familjen Dryopteridaceae. Inga underarter finns listade.